# Gagea mauritanica
Gagea mauritanica är en liljeväxtart som beskrevs av Michel Charles Durieu de Maisonneuve. Gagea mauritanica ingår i Vårlökssläktet och i familjen liljeväxter. Inga underarter finns listade.